# Siegrun Jäger
Siegrun Jäger, née le 30 août 1941 à Berlin et morte le 9 janvier 2022 dans la même ville, est une monteuse allemande.

## Carrière
La carrière de Siegrun Jäger va du milieu des années 1960 à 2002 pour une cinquantaine de productions.
Jäger est l’un des monteuses d’édition les plus polyvalentes de sa génération. Active au cinéma et à la télévision, son travail inclut des longs métrages de presque tous les genres : drame, comédie, film romantique, historique, d'aventures, policier, d'horreur et même du documentaire. Sa filmographie a sa grande diversité, des œuvres primées et exceptionnelles sur le plan artistique et des films d'exploitation.
Jäger collabore avec le réalisateur Peter Lilienthal 14 fois, de 1967 à 2001. Pour le docu-fiction La insurreción, elle reçoit le Deutscher Filmpreis du meilleur montage en 1980. Jäger collabore aussi avec les réalisateurs Wolf Gremm (5 fois) et Norbert Kückelmann (6 fois).
Siegrun Jäger est appréciée en tant que maître au cours de sa carrière, offrant une expérience importante aux jeunes débutants, à une époque où le cheminement de carrière est presque exclusivement axé sur la pratique en tant qu’assistant de montage plutôt qu’en tant qu’école de cinéma. Ursula Höf fut son assistante.

## Filmographie
Cinéma
- 1969 : Mehrmals täglich (de) – Réalisation : Ralf Gregan
- 1970 : La Marque du diable – Réalisation : Adrian Hoven, Michael Armstrong
- 1970 : Comme il est court le temps d'aimer – Réalisation : Pier A. Caminneci, Michel Lemoine et Jean-François Davy
- 1973 : La Torture – Réalisation : Adrian Hoven
- 1975 : Familienglück – Réalisation : Ingo Kratisch, Marianne Lüdcke
- 1975 : Es herrscht Ruhe im Land – Réalisation : Peter Lilienthal
- 1976 : Sommergäste (de) – Réalisation : Peter Stein
- 1976 : Lieb Vaterland magst ruhig sein – Réalisation : Roland Klick
- 1976 : Bomber & Paganini – Réalisation : Nikos Perakis
- 1977 : Les Frères – Réalisation : Wolf Gremm
- 1977 : Tod oder Freiheit – Réalisation : Wolf Gremm
- 1978 : C'est mon gigolo – Réalisation : David Hemmings
- 1978 : Der Schneider von Ulm – Réalisation : Edgar Reitz
- 1979 : David – Réalisation : Peter Lilienthal
- 1979 : Milo Milo (de) – Réalisation : Nikos Perakis
- 1980 : Fabian – Réalisation : Wolf Gremm
- 1980 : La insurreción (de) – Réalisation : Peter Lilienthal
- 1981 : Kein Reihenhaus für Robin Hood (de) – Réalisation : Wolf Gremm
- 1982 : Wer spinnt denn da, Herr Doktor ? (de) – Réalisation : Stefan Lukschy, Christian Rateuke
- 1983 : Bella Donna – Réalisation : Peter Keglevic
- 1984 : Morgen in Alabama – Réalisation : Norbert Kückelmann
- 1984 : Das Autogramm – Réalisation : Peter Lilienthal
- 1985 : Didi und die Rache der Enterbten (de) – Réalisation : Dieter Hallervorden, Christian Rateuke
- 1986 : Das Schweigen des Dichters – Réalisation : Peter Lilienthal
- 1988 : Der Radfahrer von San Cristóbal – Réalisation : Peter Lilienthal
- 1988 : Goldjunge – Réalisation : Sven Severin
- 1989 : Er - Sie - Es – Réalisation : Sven Severin
- 1991 : Leise Schatten (de) – Réalisation : Sherry Hormann
- 1995 : Angesichts der Wälder – Réalisation : Peter Lilienthal

Télévision
- 1967 : Abgründe (section Claire) – Réalisation : Peter Lilienthal
- 1967 : Verbrechen mit Vorbedacht – Réalisation : Peter Lilienthal
- 1968 : Tramp oder der einzige und unvergleichliche Lenny Jacobsen – Réalisation : Peter Lilienthal
- 1971 : Jakob von Gunten – Réalisation : Peter Lilienthal
- 1978 : Wir sind Utopia – Réalisation : Dagmar Damek
- 1979 : Die Schattengrenze – Réalisation : Wolf Gremm
- 1981 : Die zweite Haut – Réalisation : Frank Beyer
- 1985 : Nachtgelächter – Réalisation : Dagmar Damek
- 1986 : Irgendwie und Sowieso (de) (série, 12 épisodes) – Réalisation : Franz Xaver Bogner
- 1992 : Abgetrieben (TV-Spielfilm) – Réalisation : Norbert Kückelmann
- 1994 : Gefangene Liebe (TV-Spielfilm) – Réalisation : Dagmar Damek
- 1995 : Wasserman - Der singende Hund – Réalisation : Peter Lilienthal
- 1996 : Alle haben geschwiegen (de) – Réalisation : Norbert Kückelmann
- 1997 : Le Fléau de la balance – Réalisation : Norbert Kückelmann
- 1998 : Zucker für die Bestie – Réalisation : Markus Fischer
- 1999 : Todesengel – Réalisation : Markus Fischer
- 2000 : Verlorene Kinder – Réalisation : Norbert Kückelmann
- 2001 : Ein Fremder (documentaire de la série Denk ich an Deutschland) – Réalisation : Peter Lilienthal
- 2002 : Tanners letzte Chance – Réalisation : Ernst Josef Lauscher
- 2002 : Ich hab es nicht gewollt – Anatomie eines Mordfalls – Réalisation : Norbert Kückelmann